# Só Pra Te Amar
Só Pra Te Amar é o sexto álbum de estúdio da dupla sertaneja Rayssa & Ravel, lançado em 2000 pela gravadora MK Music com produção musical de Melk Carvalhêdo e Emerson Pinheiro.
O disco segue a estrutura dos discos anteriores da dupla, ao manter a parceria com Wanderly Macedo (desta vez em "Prisioneiro da Felicidade"), mas também com a inclusão de baladas românticas e canções de estética mais pop. A canção de trabalho e mais notável da obra foi o country "Festa de Crente", da dupla Daniel & Samuel. E a banda Kades Singers participa em "Alô".

## Antecedentes
Em 1998, Rayssa & Ravel lançou Outra Vez, primeiro trabalho dos músicos distribuído pela gravadora carioca MK Music. Diferentemente dos três primeiros trabalhos da dupla, Outra Vez teve produção musical de Mito, tecladista do Novo Som, enquanto Melhores Momentos, lançado em 1999, contou com o trabalho técnico de Ezequiel de Matos. No álbum seguinte, os músicos resolveram trabalhar com outros produtores.

## Gravação
Só Pra Te Amar retornou a parceria de Rayssa & Ravel com o produtor musical e multi-instrumentista Melk Carvalhêdo, responsável pela direção musical de Nascer de Novo (1994), Mundo Colorido (1995) e Chuva de Felicidade (1996). No entanto, diferentemente dos trabalhos anteriores, Melk produziu apenas parte das canções. Parte do repertório - representado pelas canções de estilo mais pop - foi produzido pelo tecladista Emerson Pinheiro. As sessões conduzidas por Pinheiro se deram no Studio Ville, Rio de Janeiro. Já as faixas de Carvalhêdo foram gravadas no estúdio 43, em São Paulo, onde artistas e bandas evangélicas como Oficina G3 e Resgate gravaram vários discos. A mixagem de todas as faixas, no entanto, ocorreu no estúdio da gravadora MK Music. Só Pra Te Amar foi o único álbum de Rayssa & Ravel com produção de Emerson Pinheiro, enquanto Carvalhêdo só trabalharia novamente com a dupla em 2005, com Apaixonando Você.

## Lançamento e recepção
| Críticas profissionais | Críticas profissionais |
| Avaliações da crítica  | Avaliações da crítica  |
| Fonte                  | Avaliação              |
| ---------------------- | ---------------------- |
| Super Gospel           | [ 3 ]                  |

Só Pra Te Amar foi lançado pela gravadora MK Music em dezembro de 2000. Retrospectivamente, o álbum recebeu uma avaliação favorável com cotação de 3 estrelas de 5 do Super Gospel. No texto, é defendido que o trabalho flerta com outros gêneros, como o pop, para resolver "esgotamentos" artísticos. A crítica afirma que "é inferior a Outra Vez (1998), mas as canções que chamam a atenção no álbum são acima da média".
Com base no repertório do álbum, a dupla lançou videoclipes das canções "Festa de Crente" e "Unção do Crente".

## Faixas
A seguir lista-se as faixas, compositores e durações de cada canção de Só Pra Te Amar, segundo o encarte do disco.
| N.º            | Título                      | Compositor(es)  | Produtor         | Duração |  |
| 1.             | "Só Pra Te Amar"            | Rayssa Ravel    | Emerson Pinheiro | 3:52    |  |
| 2.             | "Prisioneiro da Felicidade" | Wanderly Macedo | Melk Carvalhêdo  | 4:26    |  |
| 3.             | "Festa de Crente"           | Daniel & Samuel | Carvalhêdo       | 2:55    |  |
| 4.             | "Alô"                       | Rayssa Ravel    | Pinheiro         | 3:37    |  |
| 5.             | "Quem Trouxe Você"          | Daniel & Samuel | Carvalhêdo       | 3:32    |  |
| 6.             | "Unção do Crente"           | Elizeu Gomes    | Pinheiro         | 3:28    |  |
| 7.             | "Minha Oração"              | Tina Ramos      | Pinheiro         | 4:42    |  |
| 8.             | "Quando Jesus Chega"        | Rayssa Ravel    | Carvalhêdo       | 4:13    |  |
| 9.             | "A Fé"                      | Macedo          | Carvalhêdo       | 2:59    |  |
| 10.            | "Caminhos Diferentes"       | Macedo          | Carvalhêdo       | 4:08    |  |
| 11.            | "Um Homem Diferente"        | Rayssa Ravel    | Carvalhêdo       | 3:22    |  |
| 12.            | "Mil Motivos"               | Dênny           | Carvalhêdo       | 3:39    |  |
| Duração total: | Duração total:              | Duração total:  | Duração total:   | 44:58   |  |

## Ficha técnica
A seguir estão listados os músicos e técnicos envolvidos na produção de Só Pra Te Amar:
Rayssa & Ravel
- Rayssa – vocais
- Ravel – vocais

Músicos convidados
- Melk Carvalhêdo – produção musical, arranjos, violão, requinto e guitarra
- Emerson Pinheiro – produção musical, arranjos e teclado
- Albino Infantozzi – bateria
- Pedro Ivo – baixo
- João Neto – guitarra
- Mizael Passos Jr. – teclado
- Laércio da Costa – percussão
- Martinêz – trompete
- Valmir Bessa – bateria
- Davi de Moura – bateria
- Artur Marques – guitarra
- Tadeu Chuff – cordas e percussão
- Dalton Nunes – violino
- Artur Huff – violino
- Aramis – violino
- Pedro – violino
- Ebenézer – violino
- Zé Roque – violino
- José Victor – viola caipira
- Ringo – vocal de apoio
- Angela – vocal de apoio
- Silvinha Araújo – vocal de apoio
- Raquel Mello – vocal de apoio
- Marlon Saint – vocal de apoio
- Carlão – vocal de apoio
- Jussara Oliveira – vocal de apoio

Equipe técnica
- Melk Carvalhêdo – mixagem
- Cotson Barros – mixagem
- Alejandro Marjanov – técnico de estúdio e mixagem
- Cuba – técnico de estúdio e mixagem
- Vagner Pedretti – técnico de gravação

Projeto gráfico
- Dario Zals – fotografia
- MK Music – design